# René Metge
Pour les articles homonymes, voir Metge.
René Metge , né le 23 octobre 1941 à Montrouge (France) et mort le 3 janvier 2024 à Longjumeau (France), est un pilote automobile français, devenu ensuite organisateur d'épreuves de rallye-raid. Il est trois fois vainqueur du Paris-Dakar en catégorie auto.

## Biographie

### Jeunesse

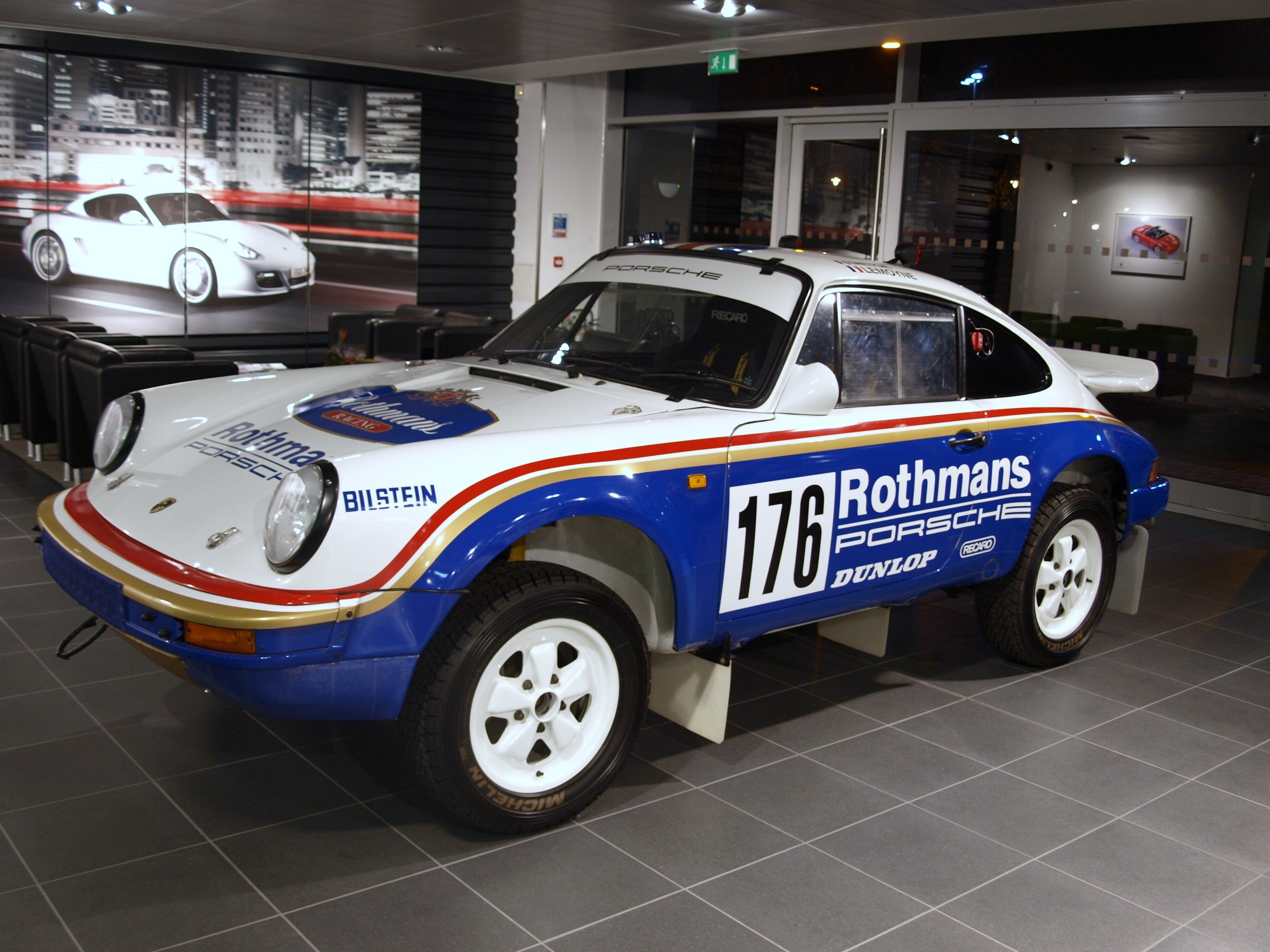
La Porsche 911 (type 953) remporte le Paris-Dakar 1984 avec René Metge et Dominique Lemoyne.

René Metge nait à Montrouge en octobre 1941. Il y passe sa jeunesse et compte parmi ses amis, depuis l'âge de douze ans, Michel Colucci (Coluche) avec qui il partage la passion de la moto. À l'école Diderot, quartier de Belleville, il suit une formation de mécanicien de précision. Son premier patron l'initie à la compétition moto sur Derbi 50 cm3 et lui vend son garage. René Metge, concessionnaire Leyland, le dénommera « Autorama 92 Malakoff - Range Rover».
En 1972 à la suite de bons résultats, il est engagé par les Ets Colin Renault à Montrouge dans la très populaire, à l’époque, Coupe de France Renault Gordini courue sur Renault 12 qu'il remporte. Puis, il se lance en monoplace  dans le Challenge Européen de Formule Renault 1973 (Formule France Europe) auquel participent, entre autres,  René Arnoux, Didier Pironi et Patrick Tambay,.
À partir de 1976, René Metge participe au Championnat de France des voitures de production au volant d’une Triumph Dolomite. Il est vice-champion  de France en 1976 et 1978,.

### Famille
René Metge est le beau-frère de Coluche : ils étaient amis à l'adolescence et il a épousé Danièle, la sœur ainée de celui-ci, avec qui il fondera sa famille.

### Pilote de rallye-raid
Aidé par Land Rover, il participe, sur Range Rover, aux deux éditions du rallye-raid Abidjan-Nice de Jean-Claude Bertrand.
Il participe ensuite aux huit premières éditions du Paris-Dakar. Il prend le départ de la 1re édition 1979 avec Claude Barbier sur Range Rover V8 où il abandonne. « Il s'y est rendu célèbre ! Il ne s'entend pas avec son coéquipier et descend en cours de spéciale ! »,. Thierry Sabine va lui confier alors le pilotage de l’une des Peugeot 504 Dangel des médecins qui suivent la course. Il repart en 1980 en camion Leyland Marathon avec Thierry de Saulieu et Georges Landais, ils termineront septième.
La première victoire viendra en 1981, sur un Range Rover V8 aux couleurs de VSD, avec comme copilote le journaliste français Bernard Giroux,. Les deux années suivantes il continuera sur Range Rover mais devra subir deux abandons: en 1982 toujours avec Bernard Giroux et en 1983 copiloté par Alain Gillot.
Après sa victoire au Dakar 1983, Jacky Ickx convainc Porsche qu’il devrait participer à l’épreuve de 1984 ; Ickx était sûr qu’une 911 à quatre roues motrices pouvait l'emporter. Sur ses recommandations, la firme Porsche contacte René Metge et lui demande d’avoir avec lui un copilote expert en mécanique. Ce sera Dominique Lemoyne qui était chef d’atelier dans le garage Autorama 92 de Metge. Metge et Lemoyne conduisent la 911 Rothmans 4×4 type 953 entièrement nouvelle à la victoire dès sa première apparition au Dakar 1984. C'est la première fois dans l'histoire du Paris-Dakar qu'une voiture de sport remporte la victoire.
Les deux coéquipiers courent le Dakar 1985 sur une nouvelle Porsche 959 spécialement développée mais sont contraints à l'abandon. Ils repartent en 1986 avec la même voiture, René Metge décroche sa troisième victoire sur le Dakar.
Metge repartira pour le Dakar 1994 sur un camion Perlini et terminera 6e, puis comme copilote: de Patrick Tambay en 1996, de Johnny Hallyday en 2002 puis d'Yvan Muller en 2007.

### Organisateur
À partir de 1987 il devient organisateur de rallye-raids:
- 1987 et 1988 : Après la mort de Thierry Sabine il devient directeur sportif de deux éditions du Paris-Dakar à la demande de Gilbert Sabine[1],
- 1990 : organisation du premier Raid Harricana en motoneige dans le grand nord Canadien[4],
- 1992 et 1995: organisateur du rallye-raid Paris-Moscou-Pékin[1],
- Organisation de trois éditions du Rallye d’Orient,
- Organisation de sept éditions du Master rallye,
- 2008 : organisateur du Rallye Raid « La Transorientale (nl) » (Paris-Saint-Pétersbourg-Pékin)[16],
- À partir de 2009 : organisateur du rallye raid Africa Eco Race[17].

### Les 24 heures du Mans
René Metge participe aux 24 heures du Mans automobile sur Porsche en 1977, 1979, 1982 et 1984. Son statut de pilote officiel Porsche et ses talents de metteur au point lui permettent de développer la Porsche 961 à 4 roues motrices pour les 24 Heures du Mans 1986 (victoire en catégorie GTX) et 1987.

### Mort
René Metge meurt à Longjumeau à l'âge de 82 ans le 3 janvier 2024,. Il est inhumé au cimetière communal à Saint-Urcize (Cantal),.

## Résultats sur le Paris-Dakar
| Année | Catégorie | Équipage                             | Véhicule               | Pos. |
| ----- | --------- | ------------------------------------ | ---------------------- | ---- |
| 1979  | Auto      | Claude Barbier                       | Range Rover V8         | Abd. |
| 1980  | Camion    | Thierry de Saulieu - Georges Landais | Leyland Marathon       | 7e   |
| 1981  | Auto      | Bernard Giroux                       | Range Rover V8         | 1er  |
| 1982  | Auto      | Bernard Giroux                       | Range Rover V8         | Abd. |
| 1983  | Auto      | Alain Gillot                         | Range Rover V8         | Abd. |
| 1984  | Auto      | Dominique Lemoyne                    | Porsche 911 (type 953) | 1er  |
| 1985  | Auto      | Dominique Lemoyne                    | Porsche 959            | Abd. |
| 1986  | Auto      | Dominique Lemoyne                    | Porsche 959            | 1er  |
| 1994  | Camion    | Pascal Serre - Livio Diamante        | Perlini                | 6e   |
| 1996  | Auto      | copilote de Patrick Tambay           | Mitsubishi Pajero      | 13e  |
| 2002  | Auto      | copilote de Johnny Hallyday          | Nissan                 | 49e  |
| 2003  | Auto      | Élodie Metge                         | Mercedes ML 430        | 23e  |
| 2006  | Auto      | Bernard Chevalier                    | Nissan                 | 31e  |
| 2007  | Auto      | copilote d' Yvan Muller              | Buggy Dessoude         | 22e  |

## Résultats aux 24 Heures du Mans
| Année  | Équipe                   | Voiture                 | Copilote               | Copilote         | Copilote        | Classement                           | Motif              |
| ------ | ------------------------ | ----------------------- | ---------------------- | ---------------- | --------------- | ------------------------------------ | ------------------ |
| 1977   | Anne-Charlotte Verney BP | Porsche 911 Carrera RSR | Anne-Charlotte Verney  | Dany Snobeck     | Hubert Striebig | 18e et 2e du Groupe 5                |                    |
| 1979   | Anne-Charlotte Verney    | Porsche 934             | Anne-Charlotte Verney  | Patrick Bardinon |                 | 19e                                  |                    |
| 1982   | Cooke Racing - BP        | Porsche 935 K3          | François Sérvanin (de) | Dany Snobeck     |                 | 5e                                   |                    |
| 1984   | GTi Engineering          | Porsche 956             | Richard Lloyd (en)     | Nick Mason       |                 | Disqualifié                          | Aide non autorisée |
| 1986   | Porsche AG               | Porsche 961             | Claude Ballot-Léna     |                  |                 | 7e et victoire en catégorie IMSA GTX |                    |
| 1987   | Porsche AG               | Porsche 961             | Claude Haldi           | Kees Nierop (de) |                 | Abandon                              | Accident           |
| Source |                          |                         |                        |                  |                 |                                      |                    |

## Palmarès
- 1972 : vainqueur de la Coupe de France Renault Gordini (vainqueur au Paul Ricard (séries B et D), à Magny-Cours, à Albi, et à Nogaro)[27],
- 1981 : première victoire sur le Rallye Dakar,
- 1982 : Champion de France des voitures de production sur Rover SD1 3500,
- 1983 : vainqueur du RAC Tourist Trophy sur Rover Vitesse; victoire aux 24 Heures Camions pour MAN[1]; 3e des 24 Heures de Spa,
- 1984 : deuxième victoire sur le Rallye Dakar,
- 1986 : troisième victoire sur le Rallye Dakar; 7e des 24 Heures du Mans et victoire en catégorie GTX,
- 1987 : vainqueur du Trophée Porsche 944 Turbo Cup France[28],[29].